# (26879) Haines
(26879) Haines  es un asteroide perteneciente al grupo de los asteroides que cruzan la órbita de Marte.
Fue descubierto el 9 de julio de 1994 por Carolyn Shoemaker desde el Observatorio Palomar.

## Designación y nombre
Designado provisionalmente como 1994 NL2, fue nombrado en honor de Peter Haines (n. 1960), profesor asociado de geología en la Universidad de Tasmania, quien ha trabajado en el campo de la geología de impacto durante varios años. Descubrió las estructuras de impacto de Goyder y Foelsche en el Territorio del Norte con fuerte evidencia geológica, estructural y geofísica. 

## Características orbitales
(26879) Haines está situado a una distancia media del Sol de 2,310 ua, pudiendo alejarse hasta 3,116 ua y acercarse hasta 1,505 ua. Su excentricidad es 0,349 y la inclinación orbital 21,331 grados. Emplea 1282,77 días en completar una órbita alrededor del Sol.

## Características físicas
La magnitud absoluta de (26879) Haines es 14,31. Tiene 2,956 km de diámetro y su albedo se estima en 0,378.